# Hoppbakken Chréa
Der Hoppbakken (norwegisch für „Sprungschanze“) in Chréa galt lange als größte und einzige Skisprungschanze Algeriens und Afrikas. Wahrscheinlich ist sie aber die zweitgrößte Afrikas nach dem Tremplin in Oukaïmeden.

## Geschichte
Die Schanze wurde 1906 als erste Afrikas erbaut, während Algerien eine französische Kolonie war. Bei den Wettkämpfen in den ersten Jahren dominierte der dort lebende Norweger Alfred R. Henriksen, der auf der kleinen Schanze den Rekord mit 18 Metern hält. Bei einem Wettkampf 1933 auf der großen Schanze sprang der Norweger Ragnar Ørmen 28 Meter weit, was gleichzeitig Schanzenrekord war und der weiteste bekannte Sprung, der je in Afrika gestanden wurde.